# 최인선 (야구인)
최인선(崔仁宣, 1971년 7월 10일 ~ )은 전 KBO 리그 야구 선수의 내야수이다.

## 출신학교
- 1987년 ~ 1990년 : 장충고등학교
- 1990년 ~ 1991년 : 성균관대학교 무역학과 (1990학번)